# Kaijansaari (ö i Södra Savolax, Nyslott, lat 61,90, long 29,62)
Kaijansaari är en ö i Finland. Den ligger i sjön Puruvesi och i kommunen Nyslott i  landskapet Södra Savolax, i den sydöstra delen av landet, 300 km nordost om huvudstaden Helsingfors. Öns area är 1,4 hektar och dess största längd är 340 meter i öst-västlig riktning.